# União da Ponte
O Grêmio Recreativo Bloco Carnavalesco União da Ponte é um bloco de enredo da cidade do Rio de Janeiro, sediada no bairro de Campo Grande. O presidente do bloco se chama Salvador dos Santos Filho

## História
A agremiação foi criada no ano de 1975.
No ano 2000 chegou ao grupo 1 dos blocos, com o enredo "500 anos da raça Brasil". Em 2007 com um enredo em homenagem a tradicional escola de samba Império Serrano, chegou ao vice-campeonato. Em 2010, foi o quinto bloco a desfilar na Avenida Rio Branco com o enredo "Da mente de um louco, uma história genial assim se faz meu carnaval", de Isidro Cassilhas, sendo o oitavo colocado.
No ano de 2011 com uma homenagem a Chico Mendes, terminou na 5ª colocação.
Em 2012, foi campeã do Grupo 1 após empatar com Tradição Barreirense e Coroado de Jacarepaguá. Naquele ano, como apenas um bloco poderia subir, foi realizado um sorteio que promoveu a Tradição Barreirense. Em 2013 a União da Ponte ficou novamente com o segundo lugar no grupo 1 dos Blocos.
Em Maio de 2017 foi cogitado de que a União da Ponte deixaria de ser bloco de enredo e viria a se tornar escola de samba. No entanto, a diretoria decidiu criar outra agremiação paralela, com o nome de União de Campo Grande.

## Segmentos

### Presidência
| Nome                  | Mandato         | Ref.        |
| --------------------- | --------------- | ----------- |
| Salvador Santos Filho | 1975-atualidade | [ 4 ] [ 1 ] |

### Intérpretes
| Nome            | Ano               | Ref |
| --------------- | ----------------- | --- |
| 2006-2008       | Taizinho da Ponte |     |
| 2009-2012       | Geovane da Ponte  |     |
| 2013-atualidade | Walmir Raiz       |     |

### Diretores
| Ano  | Direção de Carnaval | Direção de harmonia | Mestre de Bateria | Ref. |
| ---- | ------------------- | ------------------- | ----------------- | ---- |
| 2017 | Jorge Rodolfo       | Dinho               |                   |      |

### Mestre-sala e Porta-estandarte
| Ano  | Casal                            | Ref |
| ---- | -------------------------------- | --- |
| 2020 | Edilson Fortes e Carolina Dantas |     |

### Corte da Bateria
| Período   | Rainha de Bateria | Princesa da Bateria | Ref |
| --------- | ----------------- | ------------------- | --- |
| 2010-2012 | Daniele Bueno     |                     |     |
| 2013      | Norminha          |                     |     |
| 2014      | Thaina Barreto    | Ruth Neta           |     |
| 2015      | Thaina Barreto    | Vitória Araujo      |     |
| 2016      | Norminha          | Vitória Araujo      |     |
| 2017-     | Vitória Araujo    |                     |     |

## Carnavais
| Ano  | Colocação   | Grupo   | Enredo | Carnavalesco         | Ref.         |
| ---- | ----------- | ------- | --- | -------------------- | ------------ |
| 2006 | 7º lugar    | Grupo 1 | A lenda do sol e da lua                                                                                                 | Isidro Cassilhas     |              |
| 2007 | Vice-Campeã | Grupo 1 | Vitórias dum reinado chamado Império                                                                                    | Isidro Cassilhas     | [ 5 ]        |
| 2008 | 3º lugar    | Grupo 1 | O Berço da Civilização Brasileira                                                                                       | Isidro Cassilhas     | [ 6 ]        |
| 2009 | 6º lugar    | Grupo 1 | Campina Grande, O maior São João do Mundo                                                                               | Isidro Cassilhas     | [ 7 ]        |
| 2010 | 8º lugar    | Grupo 1 | Da mente de um louco, uma história genial assim se faz meu carnaval                                                     | Isidro Cassilhas     | [ 8 ]        |
| 2011 | 5º lugar    | Grupo 1 | Chico Mendes: a voz da floresta Compositores: Haroldo Costa e Jean Carlos                                               | Isidro Cassilhas     | [ 9 ]        |
| 2012 | Campeã      | Grupo 1 | Feitiço Compositores:Thiaguinho, Kaká e Paulo da Ponte                                                                  | Isidro Cassilhas     | [ 10 ]       |
| 2013 | Vice-Campeã | Grupo 1 | Ganga Zumba, Rei dos Palmares Compositores: Edmar Fumaça, Walmir Raiz, Thiago, Kaká, Carlinhos Bombom e Paulo da Ponte. | Isidro Cassilhas     | [ 11 ]       |
| 2014 | 3º lugar    | Grupo 1 | Clube do Terror, A História dos sustos na Sétima Arte!                                                                  | Isidro Cassilhas     | [ 12 ]       |
| 2015 | 3º lugar    | Grupo 1 | Na terra do Império Serrano, tudo o que reluz e ouro                                                                    | Isidro Cassilhas     |              |
| 2016 | 3º lugar    | Grupo 1 | Um Brasil, brega e chique                                                                                               | Reinaldo Silveira    | [ 13 ] [ 4 ] |
| 2017 | 3º lugar    | Grupo 1 | Xangô, o rei de Oyó | Comissão de Carnaval |              |
| 2018 | 4º lugar    | Grupo 1 | Gangazumba — Rei dos Palmares                                                                                           | Reinalto Silveira    |              |
| 2019 | 5º lugar    | Grupo A | Canto das Três Raças Brasileiras                                                                                        | Reinalto Silveira    | [ 1 ]        |
| 2020 | Vice campeã | Grupo A | Elementais da Natureza - Os 4 elementos da vida                                                                         | Isidro Cassilhas     | [ 14 ]       |
| 2022 | 7° lugar    | Grupo 1 | |                      |              |
| 2023 | 5º lugar    | Grupo 1 | |                      |              |
| 2024 | 4º lugar    | Grupo 1 | Mad Maria — A Ferrovia do Diabo, os Trilhos da Morte                                                                    | Isidro Cassilhas     |              |
| 2025 | 7º lugar    | Grupo 1 | | Comissão de Carnaval |              |